# Lastman
Lastman – francuska seria komiksowa, stworzona według scenariusza Bastiena Vivèsa i Balaka (właśc. Yvesa Bigerela), narysowana przez Vivèsa i Michaëla Sanlaville'a. Ukazała się w oryginale w 12 tomach w latach 2013–2019 nakładem wydawnictwa Casterman. Po polsku opublikowało ją wydawnictwo Non Stop Comics.

## Fabuła
Stylizowana na mangę i inspirowana japońskimi komiksami typu Dragon Ball, seria osadzona jest w konwencji fantasy i opowiada o wydarzeniach w Dolinie Królów, świecie, w którym magia jest codziennością. Trwają tu przygotowania do wielkiego dorocznego turnieju sztuk walki, któremu patronuje para królewska. Po miesiącach treningów w szkole walki mistrza Jansena ośmioletni Adrian Velba będzie mógł wreszcie wziąć udział w zawodach. Jednak partner Adriana nagle wycofuje się z turnieju z powodu choroby. Jako że uczestnicy występują w duetach, Adrian musi porzucić swoje marzenie o uczestnictwie. Niespodziewanie swoją pomoc oferuje mu Richard Aldana, osiłek przybyły znikąd. Obaj nieoczekiwanie wygrywają turniej, a Richard nawiązuje romans z samotną matką Adriana, Marianne. Wizję ich sielskiego życia przerywa nagłe zniknięcie Richarda. Marianne i Adrian ruszają w pełną niebezpieczeństw wędrówkę, by go odnaleźć.   

## Tomy
| Tytuł i rok wydania polskiego | Tytuł i rok wydania oryginalnego |
| ----------------------------- | -------------------------------- |
| Lastman 1 (2019)              | Lastman 1 (2013)                 |
| Lastman 2 (2019)              | Lastman 2 (2013)                 |
| Lastman 3 (2020)              | Lastman 3 (2013)                 |
| Lastman 4 (2020)              | Lastman 4 (2014)                 |
| Lastman 5 (2021)              | Lastman 5 (2014)                 |
| Lastman 6 (2021)              | Lastman 6 (2014)                 |
| Lastman 7 (2022)              | Lastman 7 (2015)                 |
| Lastman 8 (2022)              | Lastman 8 (2016)                 |
| Lastman 9 (2023)              | Lastman 9 (2016)                 |
| Lastman 10 (2023)             | Lastman 10 (2017)                |
| Lastman 11 (2023)             | Lastman 11 (2018)                |
| Lastman 12 (2024)             | Lastman 12 (2019)                |

## Nagrody
Mimo mieszanych recenzji seria w 2015 została uhonorowana nagrodą dla najlepszej serii na Międzynarodowym Festiwalu Komiksu w Angoulême i na festiwalu komiksu Lucca Comics and Games w Lukce.

## Adaptacje
Na podstawie komiksu powstał 26-odcinkowy francuski animowany serial telewizyjny Lastman, wyemitowany w 2016 przez telewizję France 4, oraz gra komputerowa Lastfight, także wydana 2016.